# ブッコミ
ブッコミは、株式会社BookLiveが運営する日本の電子コミック配信サービス。
2003年12月に凸版印刷株式会社（現・TOPPANホールディングス）がKDDIのEZweb向けに開始した「Handyブックショップ」を前身とする。
フィーチャーフォン時代からスマートフォン時代にかけて断続的にサービス名を変更しながら提供を継続しており、現在はスマートフォン／PCブラウザ向けの電子コミック専門ストアとして運営されている。

## 沿革

### 黎明期：HandyブックショップとHandyコミック
2003年12月25日、凸版印刷株式会社（現・TOPPANホールディングス株式会社）は、KDDIのEZweb向けにHandyブックショップを開始した。  
これは、日本初の本格的な携帯電話向けコミック配信サービスであるとされる。
2004年6月21日にはNTTドコモのiモード向けにまんが稲妻大革命を、同年12月15日にはボーダフォンライブ！（現・ソフトバンクモバイル）向けにHandyブックショップを開始し、主要3キャリアへ対応した。
2005年10月3日、凸版印刷のデジタルコンテンツ流通事業は分社化され、株式会社ビットウェイが設立された。これらの携帯コミックサービスの運営はビットウェイに引き継がれた。
2006年6月、各キャリアで提供されていたサービス名称はHandyコミックに統一された。  
インプレスR&D発行の『電子書籍ビジネス調査報告書2006』では主要な「ケータイ電子コミックサイト」の一つとして掲載されている。

### BookLiveへの事業継承と BookLive!コミックへの移行
2011年1月28日、株式会社BookLiveがビットウェイの子会社として設立された。  
2013年3月、「Handyコミック」事業およびオリジナルコミック制作部門はビットウェイからBookLiveへ承継された。
2018年3月15日、「Handyコミック」はBookLive!コミック（略称：ブッコミ）へとサービス名を変更した。

### ブッコミへの名称変更
2022年12月12日、BookLive!コミックは正式にブッコミへとサービス名称を変更した。  

#### サービス名の変遷
| 時期           | サービス名（主なもの） | 運営母体（主なもの） | 備考                                    |
| -------------- | ---------------------- | -------------------- | --------------------------------------- |
| 2003年12月25日 | Handyブックショップ    | 凸版印刷株式会社     | EZweb向けにサービス開始                 |
| 2004年6月21日  | まんが稲妻大革命       | 凸版印刷株式会社     | iモード向けにサービス開始               |
| 2004年12月15日 | Handyブックショップ    | 凸版印刷株式会社     | ボーダフォンライブ！向けにサービス開始  |
| 2005年10月3日  | （上記サービス継続）   | 株式会社ビットウェイ | 凸版印刷より分社化                      |
| 2006年6月      | Handyコミック          | 株式会社ビットウェイ | サービス名称を統一                      |
| 2013年3月      | Handyコミック          | 株式会社BookLive     | ビットウェイより事業承継                |
| 2018年3月15日  | BookLive!コミック      | 株式会社BookLive     | 「Handyコミック」から名称変更           |
| 2022年12月12日 | ブッコミ               | 株式会社BookLive     | 「BookLive!コミック」から正式に名称変更 |

## サービス内容
ブッコミは漫画専門の電子コミックストアであり、小説や雑誌などの配信は行っていない。
料金システムは月額課金によってポイントが付与され、そのポイントを使用して漫画を購入する方式である。  
複数の月額コースが設定されている。支払い方法としてはクレジットカード、キャリア決済などに対応している。
漫画の閲覧はブラウザビューアのみに対応しており、対応デバイスは PC、スマートフォンおよびタブレットである。
総合電子書籍ストア「ブックライブ」とは別サービスである。

## 特徴
- 前身である「Handyコミック」は、世界初の携帯電話向け電子コミック販売サイトであり、2003年のサービス開始から20年以上にわたり運営されている。

- 運営会社は株式会社BookLiveであり、TOPPANホールディングスのグループ企業である。

- 漫画専門の電子コミックストアである。